# Ikongo
Koordinaten: 21° 53′ S, 47° 26′ O
Ikongo ist eine Kleinstadt in der madagassischen Region Vatovavy-Fitovinany. Zu Beginn des 19. Jahrhunderts war sie das Zentrum des Königreichs der Tanala. Der Ort ist über die nicht befestigte Route nationale 14 mit dem madagassischen Straßennetz verbunden.

## Belege
1. ↑  L. Besson, „Voyage au pays des Tanala indépendants de la région d'Ikongo“ in: Alfred Grandidier (Hrsg.), Les voyageurs français à Madagascar pendant les trente dernières années, Paris, 1894.